# بينكورت (كيبك)
بينكورت، كيبك (بالإنجليزية: Pincourt)‏ هي مدينة كندية تقع في مقاطعة كيبك. تبلغ مساحة هذه المدينة 7.5426 (كم²)، ويبلغ عدد سكانها 11197 نسمة حسب إحصاء سنة 2006 م، بينما كان يسكنها 10107 نسمة في سنة 2001 م. تحتل هذه المدينة المرتبة رقم 331 بين مدن كندا حسب عدد السكان والمرتبة رقم 86 في المقاطعة. النمو سكاني في هذه المدينة يقدر بـ(10.8).

## وصلات خارجية
- الأطلس الحكومي لكندا
- إحصاءات كندا مع ساعة تعداد السكان